# 세인트폴구 (앤티가 바부다)

세인트폴구의 위치

세인트폴구(영어: Saint Paul Parish)는 앤티가 바부다의 앤티가섬에 위치한 구로 행정 중심지는 팰머스이며 면적은 45.27km2, 인구는 7,848명(2001년 기준)이다.